# Через сотни лет
«Через сотни лет…» — дебютный студийный альбом группы «Гости из будущего», выпущенный в 1997 году. Альбом является одной из двух экспериментальных работ группы, записанных в стиле джангл и эмбиент.

## Об альбоме

### История создания и запись
В 1996 году Юрий Усачёв состоял в группе «Чугунный скороход», где он вместе с Антоном Дмитренко (Anton Neumark) выпускал «что-то среднее между джанглом, полу хэппи хардкором и веселым хаусом в не совсем весёлое время». В этом же году с Евгением Арсентьевым они создали группу «Гости из будущего». Вместе они записывали композиции, работая в большей степени с жанрами джангл и эмбиент.
Известно, что альбом «Через сотни лет…» был записан за одну ночь. Приглашенными вокалистками для записи были Маша Малос и Ева Польна, ранее известная как бэк-вокалистка рэп-группы «А-2». Польна впоследствии стала полноценной участницей группы. На первой встрече, оценив её голос, Усачёв предложил ей подумать над лирикой к совместной работе.

### Выпуск
Экспериментальный альбом «Через сотни лет…» вышел в 1997 году, но не стал популярным среди слушателей. Запись была официально переиздана в 2001 году звукозаписывающей компанией «Никитин». На обложке, созданной Русланом Сабитовым, изображены Юрий Усачёв и Ева Польна в футуристических образах. 28 марта 2018 года переизданный альбом был выпущен лейблом «ZBS Records» на виниловом носителе с альтернативной обложкой, на которой изображен снимок треснувшего льда.

## Отзывы критиков
В «Музыкальной газете» писали: «Через сотни лет…» претендует на звание макси-сингла, а не альбома. Первая — «Интро», первая и вторая часть «Звёзды смотрят вниз», «Через сотни лет», оригинальная и ремиксовая вещь (которая, по сути, является некоей, дополненной предыдущей). Отдельными полноценными треками являются только «Голоса» и «Сад». В статье также отметили выдающиеся вокальные данные Евы Польна.
Анна Лисовец в своем обзоре отмечала, что альбом «Через сотни лет…» — это «такие своеобразные, очень личные записки из недалёкого прошлого, от которого так жаждут откреститься обеими руками», сравнивая запись с работами британской электронной группы The Orb и музыканта Джея Стэпли.

## Список композиций
| №  | Название                        | Текст песни | Музыка                         | Длительность |
| -- | ------------------------------- | ----------- | ------------------------------ | ------------ |
| 1. | «Интро»                         | Ева Польна  | Юрий Усачев, Евгений Арсентьев | 1:49         |
| 2. | «Звёзды смотрят вниз (часть 1)» | Ева Польна  | Юрий Усачёв, Евгений Арсентьев | 11:01        |
| 3. | «Голоса»                        | Ева Польна  | Юрий Усачёв, Евгений Арсентьев | 6:59         |

| №                   | Название                        | Текст песни         | Музыка                         | Длительность |
| ------------------- | ------------------------------- | ------------------- | ------------------------------ | ------------ |
| 4.                  | «Через сотни лет»               | Ева Польна          | Юрий Усачёв, Евгений Арсентьев | 6:12         |
| 5.                  | «Сад»                           | Ева Польна          | Юрий Усачёв, Евгений Арсентьев | 10:19        |
| 6.                  | «Звёзды смотрят вниз (часть 2)» | Ева Польна          | Юрий Усачёв, Евгений Арсентьев | 4:04         |
| Общая длительность: | Общая длительность:             | Общая длительность: | Общая длительность:            | 40:23        |

## Участники записи
- Ева Польна — вокал, тексты
- Юрий Усачев — музыка, программинг, вокал
- Евгений Арсентьев — музыка, программинг, скрипка
- Маша Малос — вокал (голос из космоса)